# La Femme noyée
La Femme noyée est la seizième fable du livre III de Jean de La Fontaine situé dans le premier recueil des Fables de La Fontaine, édité pour la première fois en 1668.
Je ne suis pas de ceux qui disent : Ce n'est rien ;

C'est une femme qui se noie.

Je dis que c'est beaucoup ; et ce sexe vaut bien

Que nous le regrettions, puisqu'il fait notre joie;

Ce que j'avance ici n'est point hors de propos,

Puisqu'il s'agit dans cette fable

D'une femme qui dans les flots

Avait fini ses jours par un sort déplorable.

Son Époux en cherchait le corps,

Pour lui rendre, en cette aventure

Les honneurs de la sépulture.

Il arriva que sur les bords

Du fleuve auteur de sa disgrâce 

Des gens se promenaient ignorant l'accident.

Ce Mari donc leur demandant

S'ils n'avaient de sa Femme aperçu nulle trace :

Nulle, reprit l'un d'eux ; mais cherchez-la plus bas ;

Suivez le fil de la rivière.

Un autre repartit : Non, ne le suivez pas ;

Rebroussez plutôt en arrière.

Quelle que soit la pente et l'inclination 

Dont l'eau par sa course l'emporte,

L'esprit de contradiction

L'aura fait flotter d'autre sorte.

Cet homme se raillait assez hors de saison.

Quant à l'humeur contredisante,

Je ne sais s'il avait raison.

Mais que cette humeur soit, ou non ,

Le défaut du sexe et sa pente,

Quiconque avec elle naîtra

Sans faute avec elle mourra,

Et jusqu'au bout contredira,

Et, s'il peut, encor par delà.
— Jean de La Fontaine, Fables de La Fontaine, La Femme noyée

## Mise en musique
- Florent Schmitt (1953)